# ホルヘ・ペレイラ・ダ・シルバ
ホルヘ・ペレイラ・ダ・シウバ（Jorge Pereira Da Silva、1985年12月4日 - ）は、ブラジル・バイーア州出身のサッカー選手（FW）。
なお、本名の「Jorge」は彼の母国語であるブラジルポルトガル語では、「ジョルジ」が本来の読みである。ただ、唯一本名の日本語読みが書かれているサンフレッチェ広島入団時のプレスリリースでは、スペイン語読みである「ホルヘ」表記であるため本表題でもそれに従う（ノート:ホルヘ・ペレイラ・ダ・シルバ参照）。
登録名はジョルジーニョ（JORGINHO）、またはジョルジあるいはジョルジ・ダ・シルバ（George、George Da Silva）。実兄はウェズレイ。

## 経歴
兄ウェズレイとは利き足が逆の左利きFW。
兄と同じECバイーア出身。2004年、兄の推薦 で名古屋グランパスエイトに入団。同年にJリーグ初得点を挙げている。
2005年、サンフレッチェ広島に入団。プロC契約選手でポテンシャルの高い若手として評価されての入団だった。しかし外国人3枠はDFジニーニョ・MFベット・FWガウボンで常に埋められた状況であり、ガウボンが出場できない試合では佐藤寿人・前田俊介・盛田剛平と日本人FWが優先的に使われる状況であったため、ほとんど出場機会が与えられなかった。
2006年、徳島ヴォルティスに移籍。徳島のリーグ通算100ゴールをあげている。
2007年、当時JFLのFC岐阜に練習生を経て契約。同年チームのJ2昇格に貢献した。
2008年バイーアに戻り、同年ミストECに、2009年ECアギア・ネグラとブラジル国内を移籍した。
2009年にレバノンのアル・マバッラーに移籍し2シーズン在籍。2011年からマルタ・プレミアリーグのオルミFCに移籍した。2012年からネムゼティ・バイノクシャーグIのケチケメートTEに移籍した。同シーズン途中で退団し、一時はアビスパ福岡の練習にも参加したが契約には至らなかった。2013年からオルミFCと再契約している。
2014年、ヒバーニアンズFCへ移籍。このシーズンのマルタリーグ得点王、チームのマルタリーグ優勝に貢献した。UEFAチャンピオンズリーグ 2015-16 予選ではマッカビ・テルアビブFC戦2試合に出場し得点している。2017年にはサウジアラビアのアル・ハリージュへ期限付き移籍。
2018年、グジラ・ユナイテッドFCに移籍した。

## 個人成績
| 国内大会個人成績 | 国内大会個人成績  | 国内大会個人成績 | 国内大会個人成績 | 国内大会個人成績             | 国内大会個人成績 | 国内大会個人成績 | 国内大会個人成績 | 国内大会個人成績 | 国内大会個人成績 | 国内大会個人成績 | 国内大会個人成績 |
| 年度             | クラブ            | 背番号           | リーグ           | リーグ戦                     | リーグ戦         | リーグ杯         | リーグ杯         | オープン杯       | オープン杯       | 期間通算         | 期間通算         |
| 年度             | クラブ            | 背番号           | リーグ           | 出場                         | 得点             | 出場             | 得点             | 出場             | 得点             | 出場             | 得点             |
| 日本             | 日本              | 日本             | 日本             | リーグ戦                     | リーグ戦         | リーグ杯         | リーグ杯         | 天皇杯           | 天皇杯           | 期間通算         | 期間通算         |
| ---------------- | ----------------- | ---------------- | ---------------- | ---------------------------- | ---------------- | ---------------- | ---------------- | ---------------- | ---------------- | ---------------- | ---------------- |
| 2004             | 名古屋            | 19               | J1               | 8                            | 2                | 2                | 0                | 0                | 0                | 10               | 2                |
| 2005             | 広島              | 27               | J1               | 4                            | 0                | 1                | 0                | 0                | 0                | 5                | 0                |
| 2006             | 徳島              | 7                | J2               | 34                           | 8                | -                | -                | 0                | 0                | 34               | 8                |
| 2007             | 岐阜              | 9                | JFL              | 27                           | 8                | -                | -                | 2                | 0                | 29               | 8                |
| ブラジル         | ブラジル          | ブラジル         | ブラジル         | リーグ戦                     | リーグ戦         | ブラジル杯       | ブラジル杯       | オープン杯       | オープン杯       | 期間通算         | 期間通算         |
| 2008             | バイーア          |                  |                  |                              |                  |                  |                  |                  |                  |                  |                  |
| 2008             | ミスト-MS         |                  |                  |                              |                  |                  |                  |                  |                  |                  |                  |
| 2009             | アギア・ネグラ-MS |                  |                  |                              |                  |                  |                  |                  |                  |                  |                  |
| レバノン         | レバノン          | レバノン         | レバノン         | リーグ戦                     | リーグ戦         | リーグ杯         | リーグ杯         | オープン杯       | オープン杯       | 期間通算         | 期間通算         |
| 2009-10          | アル・マバッラー  | 16               |                  |                              |                  |                  |                  |                  |                  |                  |                  |
| 2010-11          | アル・マバッラー  | 16               |                  |                              |                  |                  |                  |                  |                  |                  |                  |
| マルタ           | マルタ            | マルタ           | マルタ           | リーグ戦                     | リーグ戦         | リーグ杯         | リーグ杯         | オープン杯       | オープン杯       | 期間通算         | 期間通算         |
| 2011-12          | オルミFC          | 23               |                  |                              |                  |                  |                  |                  |                  |                  |                  |
| ハンガリー       | ハンガリー        | ハンガリー       | ハンガリー       | リーグ戦                     | リーグ戦         | リーグ杯         | リーグ杯         | オープン杯       | オープン杯       | 期間通算         | 期間通算         |
| 2012-13          | ケチケメート      | 9                |                  |                              |                  |                  |                  |                  |                  |                  |                  |
| マルタ           | マルタ            | マルタ           | マルタ           | リーグ戦                     | リーグ戦         | リーグ杯         | リーグ杯         | オープン杯       | オープン杯       | 期間通算         | 期間通算         |
| 2013-14          | オルミFC          | 23               |                  |                              |                  |                  |                  |                  |                  |                  |                  |
| 通算             | ブラジル          | ブラジル         |                  | \|\|\|\|\|\|\|\|\|\|\|\|\|\| |                  |                  |                  |                  |                  |                  |                  |
| 通算             | 日本              | 日本             | J1               | 12                           | 2                | 3                | 0                | 0                | 0                | 15               | 2                |
| 通算             | 日本              | 日本             | J2               | 34                           | 8                | -                | -                | 0                | 0                | 34               | 8                |
| 通算             | 日本              | 日本             | JFL              | 27                           | 8                | -                | -                | 2                | 0                | 29               | 8                |
| 通算             | レバノン          | レバノン         |                  | \|\|\|\|\|\|\|\|\|\|\|\|\|\| |                  |                  |                  |                  |                  |                  |                  |
| 通算             | マルタ            | マルタ           |                  | \|\|\|\|\|\|\|\|\|\|\|\|\|\| |                  |                  |                  |                  |                  |                  |                  |
| 総通算           | 総通算            | 総通算           | 総通算           | \|\|\|\|\|\|\|\|\|\|\|\|\|\| |                  |                  |                  |                  |                  |                  |                  |

- Jリーグ初出場 - 2004年6月12日　J1 1st第12節 vs浦和レッドダイヤモンズ(豊田スタジアム)
- Jリーグ初得点 - 2004年9月23日　J1 2nd第 6節 vsセレッソ大阪(名古屋市瑞穂公園陸上競技場)

## 代表歴
- バイーア州U-17代表
- バイーア州U-20代表